# Ruszkica
Ruszkabánya (Rusca Montană)
Ruszkica vagy Ruszkicatelep (Rușchița)
Ruszkica vagy Ruszkicatelep románul: Rușchița, falu Romániában, a Bánságban, Krassó-Szörény megyében.

## Fekvése
Ruszkabányától északra fekvő település.

## Története
Ruszkica 1803-ban, Ruszkabányával egy időben alapított bányászfalu.
1888-ban Ruszkicza telep, 1913-ban Ruszkica néven volt említve.
Ruskica patak mellett 1831-ben épült az első vasolvasztó, az 1850-es években pedig már két vasolvasztó is működött itt és a Pareu lung vidékén talált barnaércet és mágneskövet dolgozta fel. Az itt készült vasöntvények nagy hírnek örvendtek.
Az 1800-as évek adatai szerint német, cseh és román lakossága vasbányászattal  foglalkozott.
A katonai kormányzás ideje alatt Ruszkicza az ohabai századhoz, a  trianoni békeszerződés előtt pedig Krassó-Szörény vármegye Karánsebesi járásához tartozott.